# Oblast' di Žytomyr
L'oblast' di Žytomyr (in ucraino Житомирська область?, Žytomyrs'ka oblast') è una delle 24 oblast' dell'Ucraina, con capoluogo Žytomyr. L'oblast' è il principale centro della minoranza polacca in Ucraina.

## Storia
L'oblast' fu istituita come parte della RSS Ucraina il 22 settembre 1937 ed è situata nella regione storica della Polesia.

## Geografia fisica

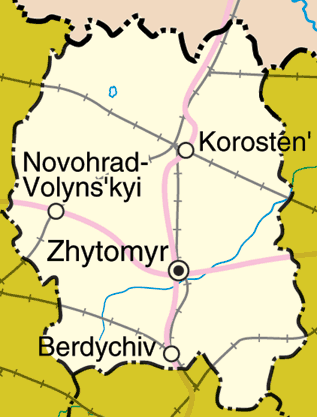
Vie d'accesso all'oblast'

La superficie totale dell'oblast' è di 29.832 km², è la quinta per estensione del paese. Nella regione scorre il fiume Teteriv, affluente del Dnepr.

## Geografia antropica

### Suddivisioni amministrative dopo il 2020
Dopo la riforma amministrativa del 2020 l'oblast' è suddivisa in 4 distretti: Berdyčiv, Korosten', Zvjahel' e Žytomyr.
I dati che seguono mostrano il numero di ogni tipo di suddivisione amministrativa:
- Distretti: 4
- Città: 11
- Insediamenti rurali: 43
- Villaggi: 1 625

### Suddivisioni amministrative prima del 2020

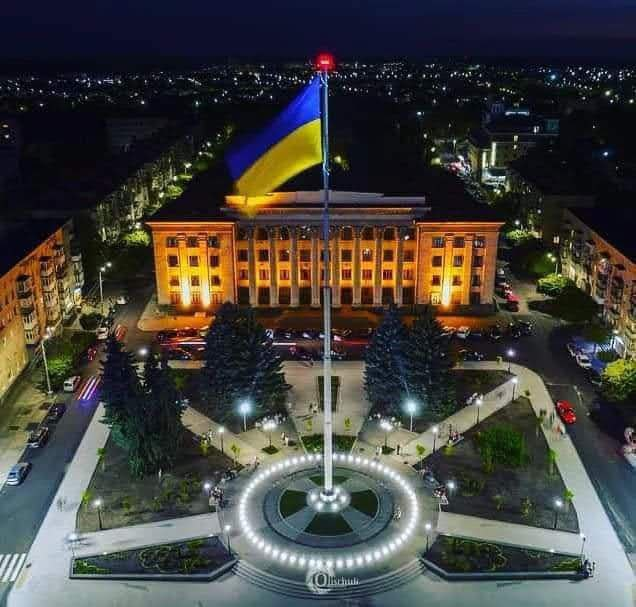

Prima del 18 luglio 2020 l'oblast era divisa in 23 distretti e 5 municipalità.
I dati che seguono mostrano il numero di ogni tipo di suddivisione amministrativa:
- Distretti: 23
- Città: 11
- Insediamenti rurali: 43
- Villaggi: 1 625

## Città importanti
- Berdyčiv
- Zvjahel'
- Korosten'